# Camp de l’Arpa
Camp de l'Arpa - stacja metra w Barcelonie, na linii 5. Stacja została otwarta w 1970.